# Bertran Folcon d'Avinhon
Bertran Folcon d'Avigno(n), o Bertran Folco(n) d'Avinhon o Bertran la Tor, italianizzato in Bertrando d'Avignone (fl. 1202-1233), è stato un nobiluomo e trovatore provenzale, originario di Avignone.

## Vita e opere
Fedele partigiano di Raimondo VI e Raimondo VII di Tolosa in Provenza, partecipa nelle guerre contro la crociata albigese. Nel 1216 si trovava all'interno della città durante l'assedio di Beaucaire. Nel 1226 Raimondo VII lo nomina balivo di Avignone.
I componimenti poetici di Bertran conservati sono soltanto due coblas scritte in risposta a Gui de Cavalhon. Questo scambio tra Bertran e Gui è di un qualche interesse storico. Raimondo VII stava muovendosi con un'armata contro Castelnou d'Arry ai primi del 1220, ma venne costretto a togliere l'assedio onde poter affrontare un'offensiva di Amalrico di Montfort. Ritorna poi ad assediare il luogo verso luglio con la partecipazione di Gui come addetto alla sorveglianza della circonvallazione. Nel terzo mese d'assedio, ottobre/novembre, Gui decide di chiedere aiuto [un parere] a Bertran in una poesia, con l'intenzione di affrettare la capitolazione della cittadina. Evidentemente già si conoscevano da un precedente incontro e si rivolgono l'uno l'altro con una satira amichevole. L'intera storia si trova nella vida di Gui, insieme allo scambio di coblas ivi allegate nel manoscritto H.
Secondo Alfred Jeanroy, Raimon de las Salas compone un partimen con Bertran, il quale propone il dilemma: chi sono i migliori a fare guerra, festini e regali, i lombardi o i provenzali? Raimon loda i suoi compatrioti e squalifica le donne lombarde definendole grasse e brutte. Linda Paterson, tuttavia, non identifica l'interlocutore Raimon, noto solo come Bertran, con Folco d'Avinhon.

## Sirventese con Gui de Cavaillon
C'era allora il singolare uso di scrivere in versi la materia e gli atti più importanti, per cui Gui de Cavaillon indirizza questa convocazione tramite un sirventese non ordinario, in forma di discors, dove i versi di una strofa non rimano con quelli delle strofe seguenti. Esso è appropriato laddove il poeta ha a che fare con una lite, una situazione caotica, una chiamata alle armi... Da qui la "discordanza" delle rime tra una strofa e l'altra che rispecchia il tumulto delle passioni in corso. Il discors di Gui de Cavaillon è di solo due strofe: tutti  i versi della prima cobla terminano in on, tutti quella della seconda in at. Bertran, come suol di dirsi, risponde per le rime, in modo del tutto identico: due coblas monorime, in on per la prima e in at per la seconda.
[Gui de Cavaillon]

Doas coblas farai en aqest son

qu'eu trametrai a 'N Bertran d'Avignon,

e sapza be que dinz Castelnou son,

e li Franceis nos estan d'eviron;

e membra m be de cela cui hom son,

que soven det en broc e 'n esperon; 

e crit m'enseigna, e desplec mon leon,

Per qu'eu o man a Bertram d'Avignon, 

          Hoc, a 'N Bertram

A 'N Bertram Folc man com hom esserat,

per so qu'el aia de venir volontat,

qu'el jorn estam nos e'l caval armat;

e puois al vespre, can tost avem sopat,

nos fan la gaita entr' el mur e'l fossat;

Et ab Franceis non an ges entregat,

enans i son maint colps pres e donat;

Et aizo a mais de tres mes passat,

E 'l i a pois tot soan sojornat,

Pois se parti de nos ses comiat

          Bertram Folcon.

[Bertran d'Avignon]

Ja non creirai d'En Gui de Cavaillon,

qu'entr' els Franceis enpenga son leon

per re que dompna 'l permetra ni 'l don;

tan mal o fes al vencemen d'Uisson,

on non avia Francei ni Borgoignon;

poiz auzem dir a N' Guillem d'Esparnon

que per paor desemparet Pisson,

mal o fai Gui, car diz o c'anc non son, 

         Per deu, En Gui!

Per deu, En Gui, saubut es e proat 

q'el coms vos met d'un castel non forsat,

qe vos tengra per trop frevol lo grat,

qui s'i mez es ab vostra volontat;

ja non creirai qe tant aiatz brocat

entr' els Franceis, cum sai avetz mandat;

en jutjamen o met d'En Reforzat,

si vos es bos dins castel assejat,

       Per deu, En Gui!

Due coblas farò io in questo tono

che rivolgo a Bertrando d'Avignone,

e sappia ben che in Castelnou io sono,

e i francesi tutti sono attorno;

e rimembra ben colei a cui uom sono,

che sovente die' di lancia e di sperone;

e il grido tuo io senta, e spieghi il mio leone, 

perciò io mando questo a Bertran d'Avignone,

           si, a Bertram.

A Bertran Faucon mando, uom ben piantato,

si c'abbia da venir di sua sponte;

ché il dì noi siamo coi cavalli armati,

e al vespro poi, tosto dopo aver cenato,

si fa la guardia tra il muro e il fossato;

E dai francesi non abbiamo tregua, 

anzi molti sono i colpi dati e presi;

Non credo che Gui de Cavaillon

contro i francesi lanci il suo leone,

per quanto concede e fa sua donna;

si mal fece alla ruina d'Uisson,

là non avea il francese e borgognone;

poi udiamo dire da Guillem d'Esparnon

che per paura abbandonaste Pisson,

mal fai Gui, a dir cose che non sono, 

         Per dio, Signor Gui!

Per dio, ser Gui, si sa ed è provato

che il conte in un castello non assediato

vi ha messo, da che sa vostra natura,

e non s'affidi a vostra volontade; 

che abbiate rotto lance io non credo 

con i francesi, sì come avete parlato.

al giudizio lo metto di Renforçat,

se al castello voi siete assediato. 

       Per dio, signor Gui